# Amphilepididae
Famille
Les Amphilepididae sont une famille d'ophiures de l'ordre des Ophiurida.

## Liste des genres
Selon World Register of Marine Species (17 juin 2014) :
- genre Amphicutis Pomory, Carpenter & Winter, 2011 (1 espèce)
- genre Amphilepis Ljungman, 1867 (14 espèces)

## Publication originale
- (en) H. Matsumoto, « A new classification of the Ophiuroidea: with descriptions of new genera and species », Proceedings of the Academy of Natural Sciences of Philadelphia, Philadelphie, Académie des sciences naturelles de Philadelphie, vol. 67, no 1,‎ 1915, p. 43-92 (ISSN 0097-3157 et 1938-5293, OCLC 1382862, JSTOR 4063659, lire en ligne).